# Kostel Nalezení svatého Kříže (Česká Lípa)
Kostel Nalezení svatého Kříže v České Lípě je římskokatolický farní kostel v Moskevské ulici v České Lípě. Původně gotická budova ze 14. století.
V době svého vzniku stál na východním předměstí České Lípy, v současnosti je toto území součástí centra města a zdejší městské památkové zóny. Kostel, v historických pramenech uváděný pod německým názvem Kreuzkirche, se nachází v nynější Moskevské ulici (do roku 1939 Křížová ulice, německy Kreuzgasse) pod městským hřbitovem. 
Majitelem a správcem objektu je římskokatolická církev, konkrétně farnost – děkanství Česká Lípa. Kromě samotného kostela je předmětem památkové ochrany také přilehlý parčík, v němž se nachází barokní sousoší sv. Jana Nepomuckého, empírová kaple a náhrobky. Novogotická podoba kostela je výsledkem úprav, provedených známým českým architektem Josefem Mockerem v roce 1897.

## Historie

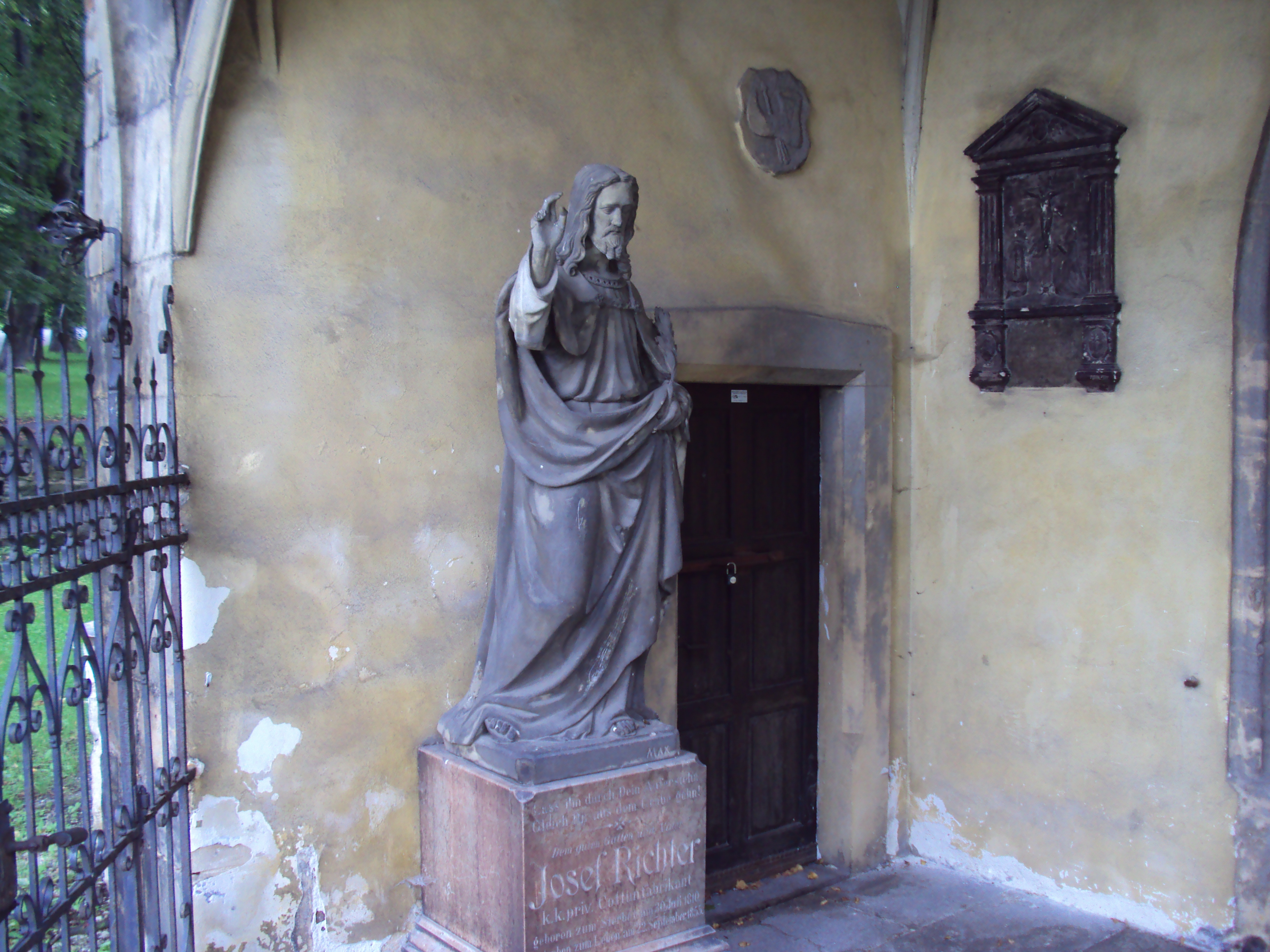
Socha žehnajícího Ježíše od Emanuela Maxe ve vstupní části kostela

Přesné datum založení kostela ani jméno stavitele známy nejsou, existují domněnky o vlivu stavitele Petra Parléře. Nejstarší písemná zmínka o jeho existenci pochází z roku 1389. Tehdy Hynek Berka z Dubé, majitel České Lípy, prodal purkmistrovi Hynkovi z Weitmile (z místního rodu Veitmilů) a konšelům tzv. nadání k hlavnímu oltáři na předměstí lipském (tedy již existující kostel).

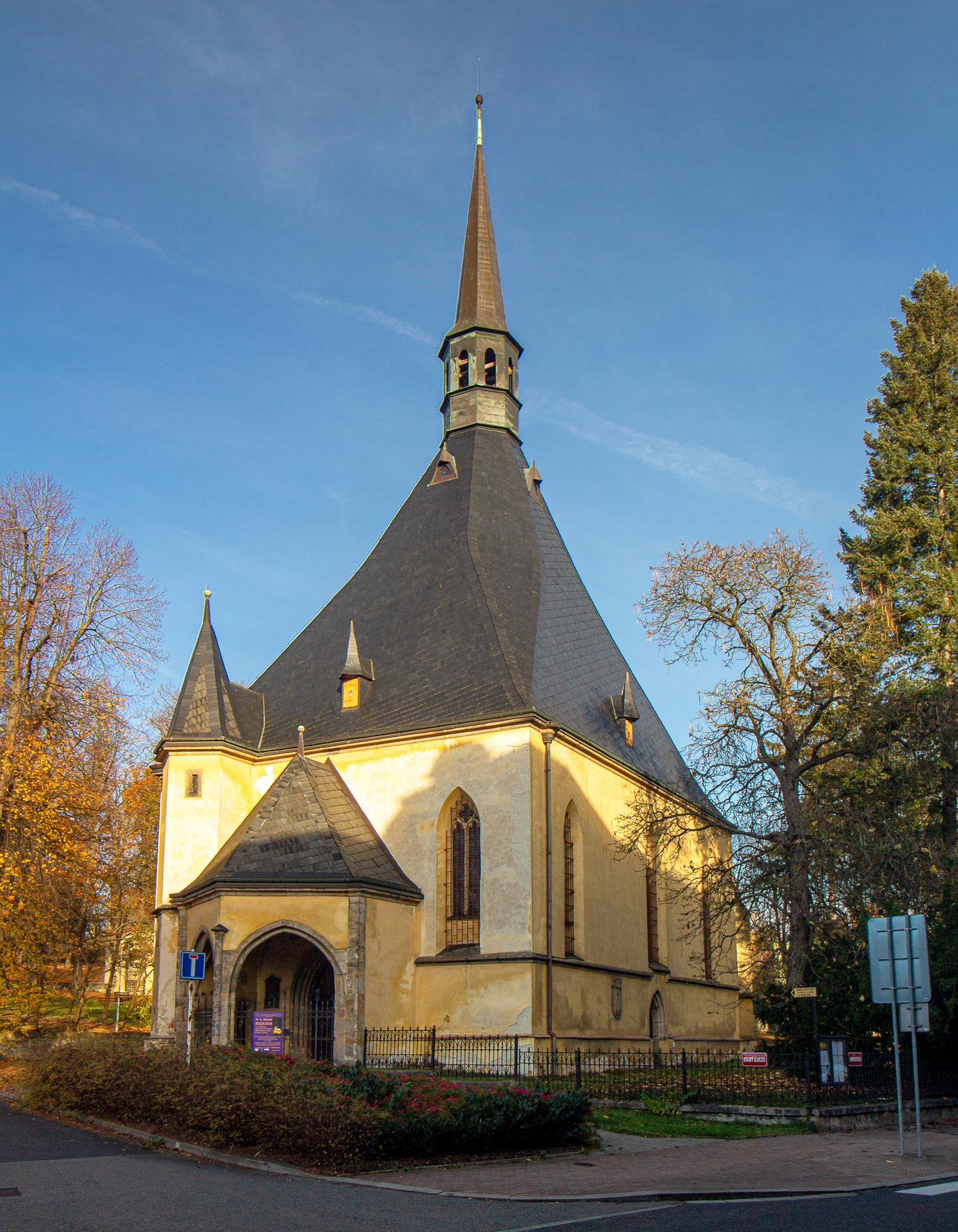
Kostel v listopadu 2024

V roce 1426 město postihl velký požár, při němž vyhořel i kostel. Po delším čase se jej podařilo opravit, vysvěcen byl však až roku 1490.
V 16. století zde kázali nekatoličtí kněží, v roce 1622 jej zpět pro katolíky získal Albrecht z Valdštejna. Kostel sloužil jako hřbitovní, hřbitov se nachází 200 metrů nad kostelem ve svahu.
Požár města v roce 1787 kostel přestál a stal se kostelem farním. V 19. století byl několikrát opravován. V letech 1896 až 1897 byl kostel rozsáhle upraven v novogotickém slohu Josefem Mockerem po předchozím podrobném průzkumu a zachovaném zakreslení, znovu byl vysvěcen 19. září 1897 litoměřickým biskupem Emanuelem Schöblem.
V roce 1937 byl kostel vybaven elektrickým osvětlením, dřevěný strop byl ozdoben eucharistickými symboly. Dne 3. května 1965 byl kostel zapsán do celostátního seznamu kulturních památek pod číslem 29320/5-2774.

### Pravoslavné bohoslužby
V letech 2002–2019 byl kostel katolickou farností propůjčován pravoslavné církvi k jejím bohoslužbám, které bývaly zpravidla jednou za dva týdny, později však již pouze sporadicky. Českolipská pravoslavná církevní obec byla zrušena v lednu roku 2019, přičemž kostel byl nějakou dobu ještě veden jako filiální k pravoslavné církevní obci ve Stráži pod Ralskem. Schematismus pražské pravoslavné eparchie v roce 2021 již kostel vůbec neuvádí jako místo pravoslavných bohoslužeb.

## Popis
Kostel Nalezení svatého Kříže je gotickou jednolodní stavbou. Má odsazený presbytář s hvězdovou křížovou klenbou krytý sedlovou střechou. U severního boku presbytáře je novogotická sakristie. Západní předsíň je otevřená pětiboká s žebrovou klenbou. V obou bocích byly portály, severní byl v 19. století zazděn.
Hlavní loď kostela má kazetový strop z roku 1675. Část vnitřního zařízení byla získána z kostela sv. Mikuláše na Starém Městě pražském (např. chórové lavice v presbytáři, zdobené napodobeninami děl Albrechta Dürera). Na zdech kostela jsou erby rodů, spojených s historií kostela. Je zde erb Berků a menší erb pánů z Kunštátu, jejich příbuzných. Na vnější zdi kostela je rovněž několik náhrobků, např. historizující epitaf rodiny Elbelů, ze které pocházel např. opat kláštera cisterciáků v Oseku, Mauritius Elbel.

## Interiér kostela

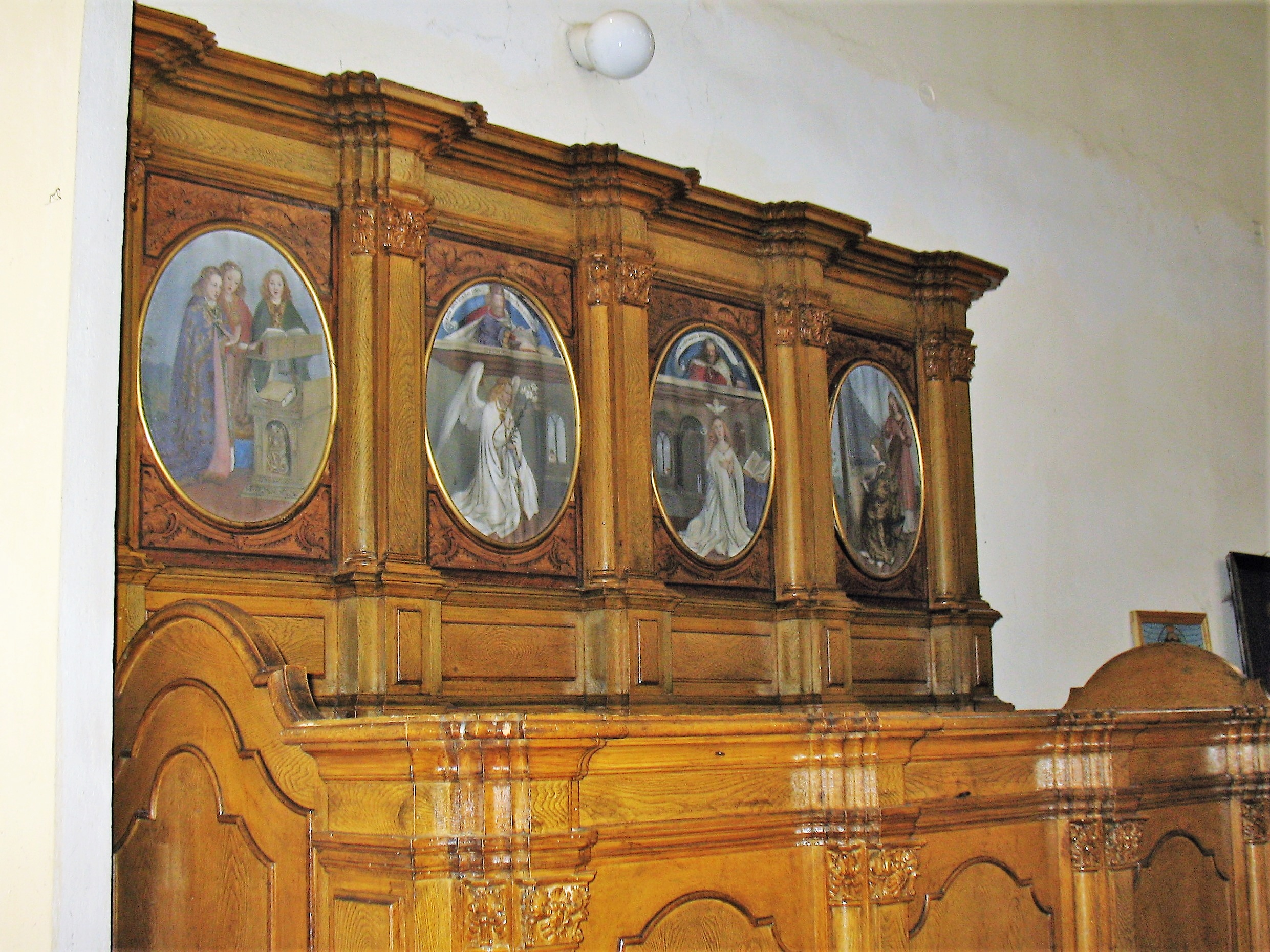
Chórové lavice  z kostela sv. Mikuláše na Starém Městě pražském
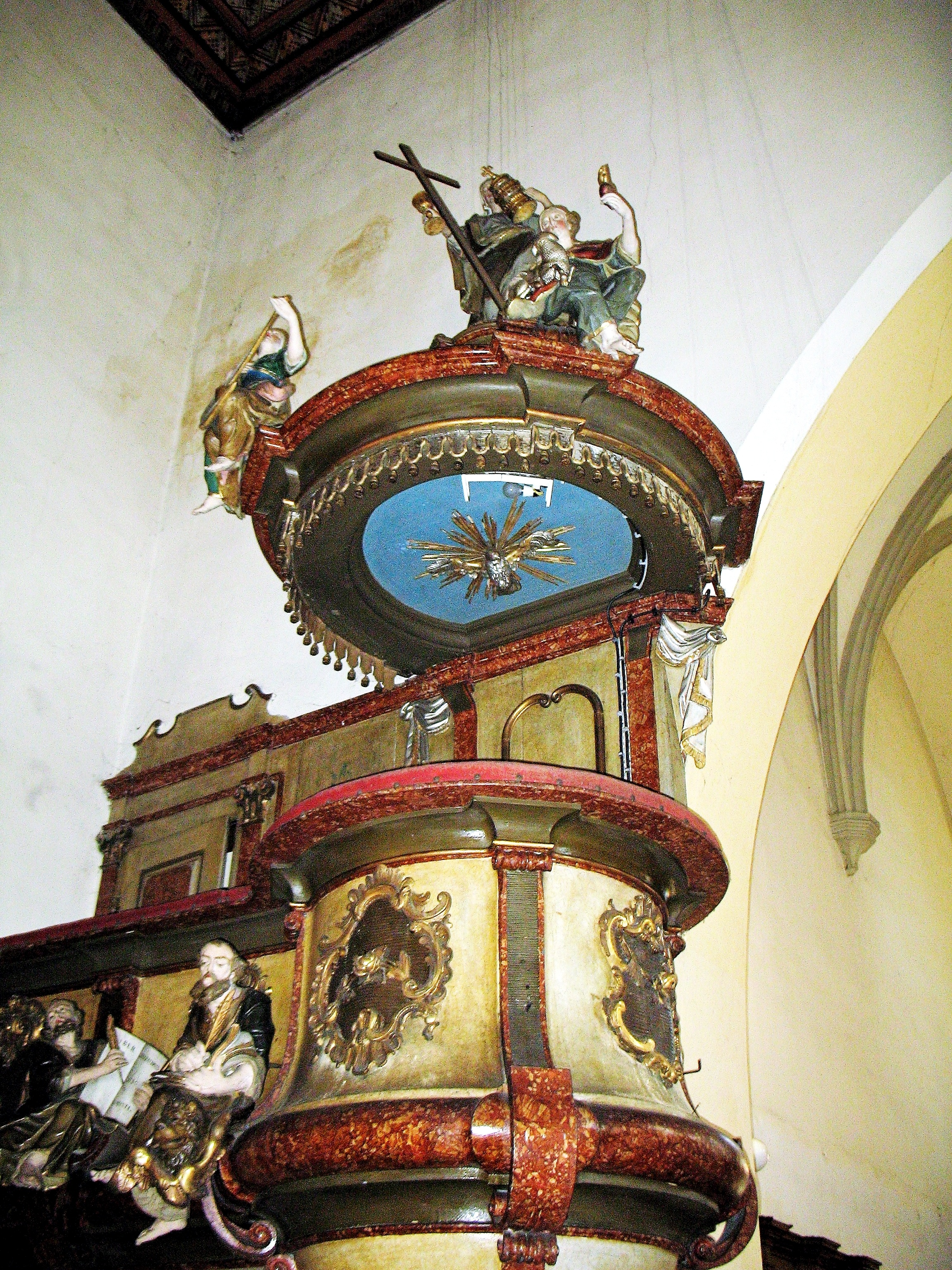
Kazatelna
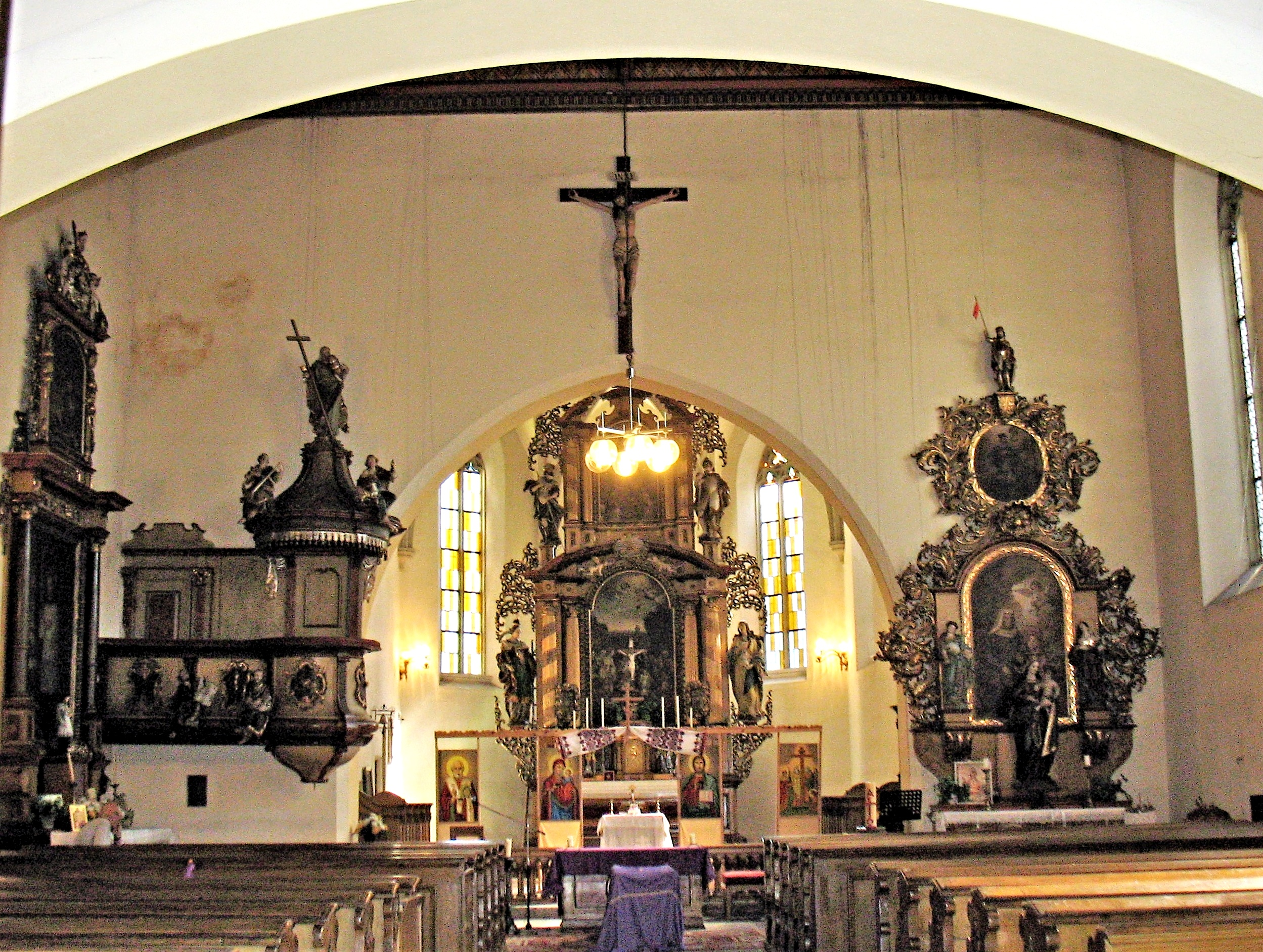
Pohled k hlavnímu oltáři
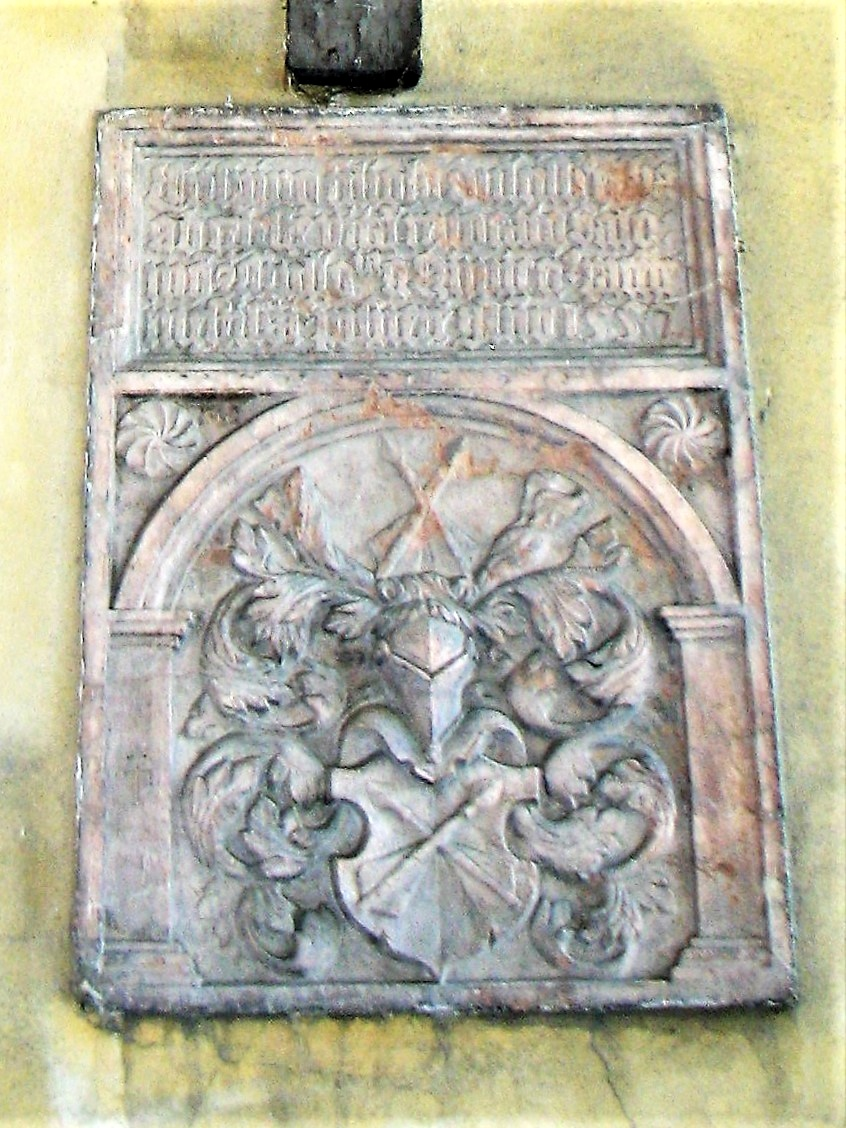
Náhrobek
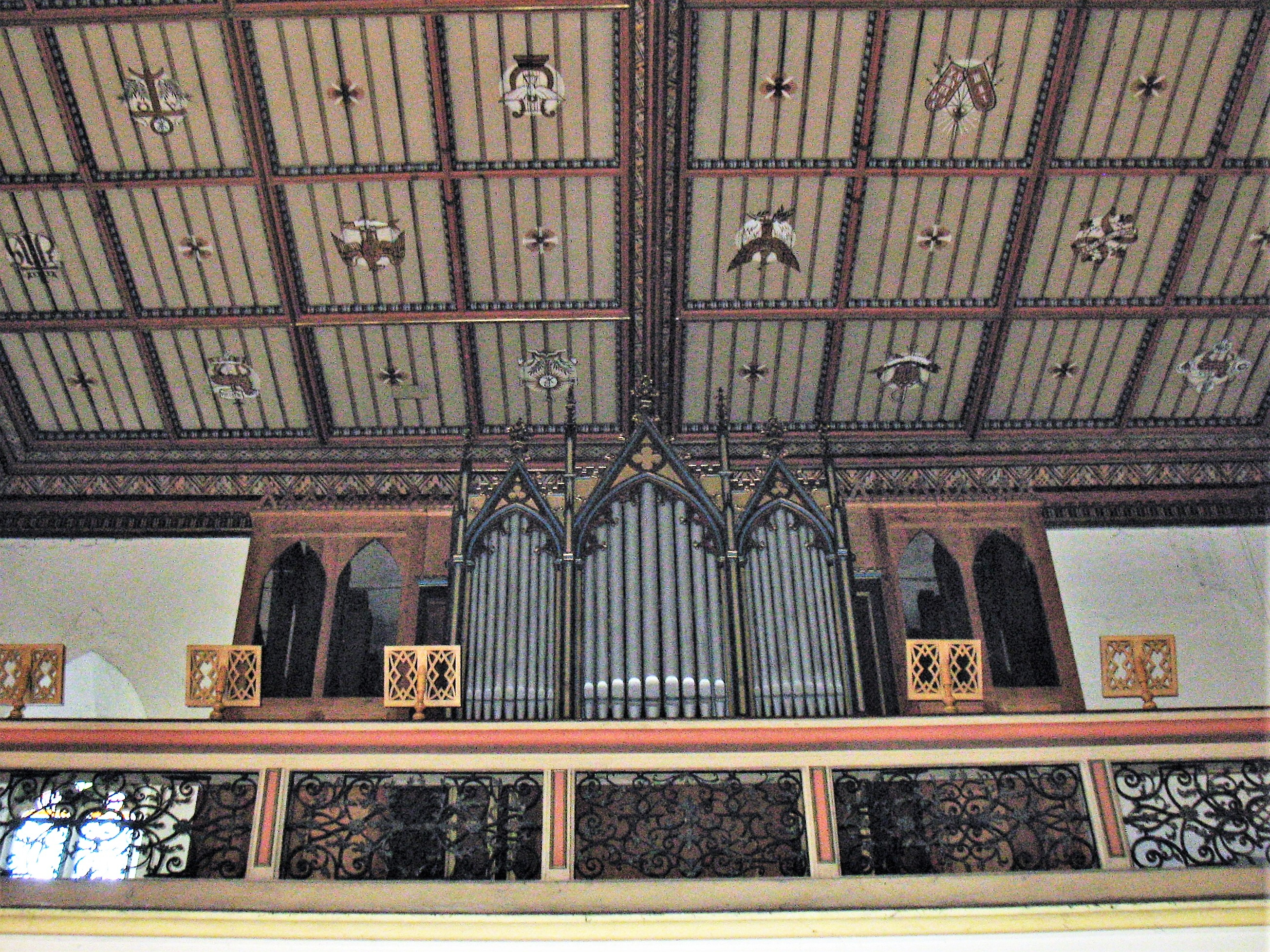
Kazetový strop z roku 1675 a varhany

### Související článek
- Seznam kulturních památek v České Lípě